# 354 (szám)
A 354 (római számmal: CCCLIV) egy természetes szám, szfenikus szám, a 2, a 3 és az 59 szorzata.

## A szám a matematikában
A tízes számrendszerbeli 354-es a kettes számrendszerben 101100010, a nyolcas számrendszerben 542, a tizenhatos számrendszerben 162 alakban írható fel.
A 354 páros szám, összetett szám, azon belül szfenikus szám, kanonikus alakban a 21 · 31 · 591 szorzattal, normálalakban a 3,54 · 102 szorzattal írható fel. Nyolc osztója van a természetes számok halmazán, ezek növekvő sorrendben: 1, 2, 3, 6, 59, 118, 177 és 354.
A 354 négyzete 125 316, köbe 44 361 864, négyzetgyöke 18,81489, köbgyöke 7,07404, reciproka 0,0028249. A 354 egység sugarú kör kerülete 2224,24760 egység, területe 393 691,82498 területegység; a 354 egység sugarú gömb térfogata 185 822 541,4 térfogategység.